# Сара Малдонадо
Сара Малдонадо (на испански: Sara Maldonado) e мексиканска актриса .

## Биография
Сара Малдонадо е родена в Халапа, щата Веракрус, Мексико на 10 март, 1980 г. Дъщеря е на епидемиолога Марио Малдонадо и на зъболекарката Сара Фуентес. Има двама братя – Марио и Хесус (по-големи от нея) и една сестра – Фабиола. Тя е зодия Риби, а цветът на очите ѝ е зелен. Взимала е уроци по класически балет и пиано.

## Актьорска кариера
През 1999 г. постъпва в школата по актьорско майсторство на Телевиса. През 2001 г. дебютира в теленовелата „Играта на живота“, като получава главната роля. През 2002/03 г. участва в тийнейджърския сериал „Клас 406“ и след това заминава за Ванкувър, Канада, където усилено изучава английският език. Април същата година ѝ е поверена друга главна роля - Диана Антийон де ла Регера в „Граници на сърцето“. Позната е на зрителите също и от теленовелата „Свят на хищници“. Една от най-известните теленовели, в които е участвала е „Буря в рая“, с която стана известна в България. Изпълнява ролята на Аурора в едноименния сериал. Следва роля в теленовелата „Кралицата на Юга“, където се превъплъщава в ролята на Вероника - комисарка, която е лесбийка. През 2011/12 г. сключва договор с мексиканския Канал 3 за главната женска роля в „Осмата заповед“. Освен в теленовели, Сара играе и в минисериала „Кападокия“ на HBO, също и в пълнометражния филм „Морски ангел“.

## Личен живот
През 2007 г. се омъжва за актьора и продуцент Били Ровзар. Актрисата преживява много труден период от живота си. През 2011 г. брака ѝ се разпада , а баща ѝ умира. Към момента Сара има нова връзка с Алехандро Гутиерес.

## Филмография
- Жени убийци (Mujeres asesinas) (2022), епизод 8 – Алехандра
- Избраните (Los elegidos) (2019) – Химена Виегас / Химена Гарсия
- Босът (Perseguidos) (2016) – Патрисия
- Камелия (Camelia la Tejana) (2014) – Камелия
- Осмата заповед (El octavo mandamiento) (2011) – Камила сан Миян
- Аурора (Aurora) (2010/11) – Аурора
- Кралицата на Юга (La reina del sur) (2010/11) – Вероника
- Буря в Рая (Tormenta en el paraiso) (2007) – Аймар Ласкано Маю
- Trece miedos (2007) – Ванеса
- El pantera (2007) – монахиня
- Свят на хищници (Mundo de fieras) (2006) – Паулина
- Граници на сърцето (Corazones al limite) (2004) – Диана Антийон де ла Регера
- Клас 406 (Clase 406) (2002\03) – Татяна дел Морал
- Играта на живота (El juego de la vida) (2001) – Лорена

### Филми
- Почти на 30 (Casi treinta) (2013)